# Carl, 22.10.2002
Carl, 22.10.2002 er en dansk kortfilm fra 2015 instrueret af Sylvia Le Fanu.

## Handling
Den ti-årige Carls fødselsdagsfest bliver til en lang forgæves venten på en far, som aldrig dukker op.